# Monumento a los Héroes del Ejército Rojo
El Monumento a los Héroes del Ejército Rojo (en alemán: Heldendenkmal der Roten Armee) está situado en Schwarzenberg en la ciudad de Viena, capital de Austria. Se trata de una columnata semicircular realizada a partir de mármol blanco que encierra parcialmente una figura de doce metros de un soldado del Ejército Rojo que se inauguró en 1945. El Monumento a los Héroes del Ejército Rojo en Viena fue construido para conmemorar los 17.000 soldados soviéticos caídos en la Batalla de Viena de la Segunda Guerra Mundial.
Cerca del final de la Segunda Guerra Mundial, las fuerzas soviéticas del tercer Frente Ucraniano recibieron órdenes de Iósif Stalin para capturar Viena, tanto para fines militares estratégicos como para su uso como moneda de cambio después de la guerra, con los aliados. Después de intensos combates urbanos, Viena finalmente cayó firmemente en manos de los soviéticos el 14 de abril de 1945.